# 絨鼠屬
絨鼠屬（Eothenomys），哺乳綱、囓齒目、倉鼠科的一屬，而與絨鼠屬（中國絨鼠）同科的動物尚有兔尾鼠屬（草原兔尾鼠）、東方兔尾鼠屬（帕氏兔尾鼠）、鼴形田鼠屬（鼴形田鼠）等之數種哺乳動物。